# Lincklaen (Nueva York)
Lincklaen es un pueblo ubicado en el condado de Chenango en el estado estadounidense de Nueva York. En el año 2000 tenía una población de 416 habitantes y una densidad poblacional de 6.1 personas por km².

## Geografía
Lincklaen se encuentra ubicado en las coordenadas 42°41′13″N 75°50′33″O / 42.68694, -75.84250.

## Demografía
Según la Oficina del Censo en 2000 los ingresos medios por hogar en la localidad eran de $30,588, y los ingresos medios por familia eran $35,750. Los hombres tenían unos ingresos medios de $23,750 frente a los $20,556 para las mujeres. La renta per cápita para la localidad era de $15,030. Alrededor del 17% de la población estaban por debajo del umbral de pobreza.